# Římskokatolická farnost Konárovice
Římskokatolická farnost Konárovice je územním společenstvím římských katolíků v rámci kutnohorsko-poděbradského vikariátu královéhradecké diecéze.

## O farnosti

### Historie
Plebánie v Konárovicích je prvně písemně doložena v roce 1352. Farní kostel Povýšení sv. Kříže byl původně gotický. Poté, co se v roce 1650 částečně zřítil, byl upraven barokně, a v letech 1882-1888 pak byl razantně přestavěn do novogotické podoby. V letech 1952-1958 zde působil jako interkalární administrátor P. Josef Jelen, CSsR, kněz později problematický a značně prokomunisticky orientovaný. Farnost přestala být později obsazována sídelním knězem, a duchovní správa byla obstarávána odjinud (do r. 2014 z Týnce nad Labem, poté ze Žiželic).

### Současnost
Farnost je bez sídelního kněze a je administrována ex currendo ze Žiželic.
| Kostel                         | Místo      | Bohoslužba             | Bohoslužba             | Poznámka        |
| ------------------------------ | ---------- | ---------------------- | ---------------------- | --------------- |
| Kaple sv. Jiří                 | Jelen      | neslouží se pravidelně | neslouží se pravidelně | obecní kaple    |
| Kostel Povýšení sv. Kříže      | Konárovice | neslouží se pravidelně | neslouží se pravidelně | farní kostel    |
| Kostel Nanebevzetí Panny Marie | Tři Dvory  | neslouží se pravidelně | neslouží se pravidelně | filiální kostel |
| Kostel Navštívení Panny Marie  | Veletov    | sudé úterý             | 18.00                  | filiální kostel |

## Galerie

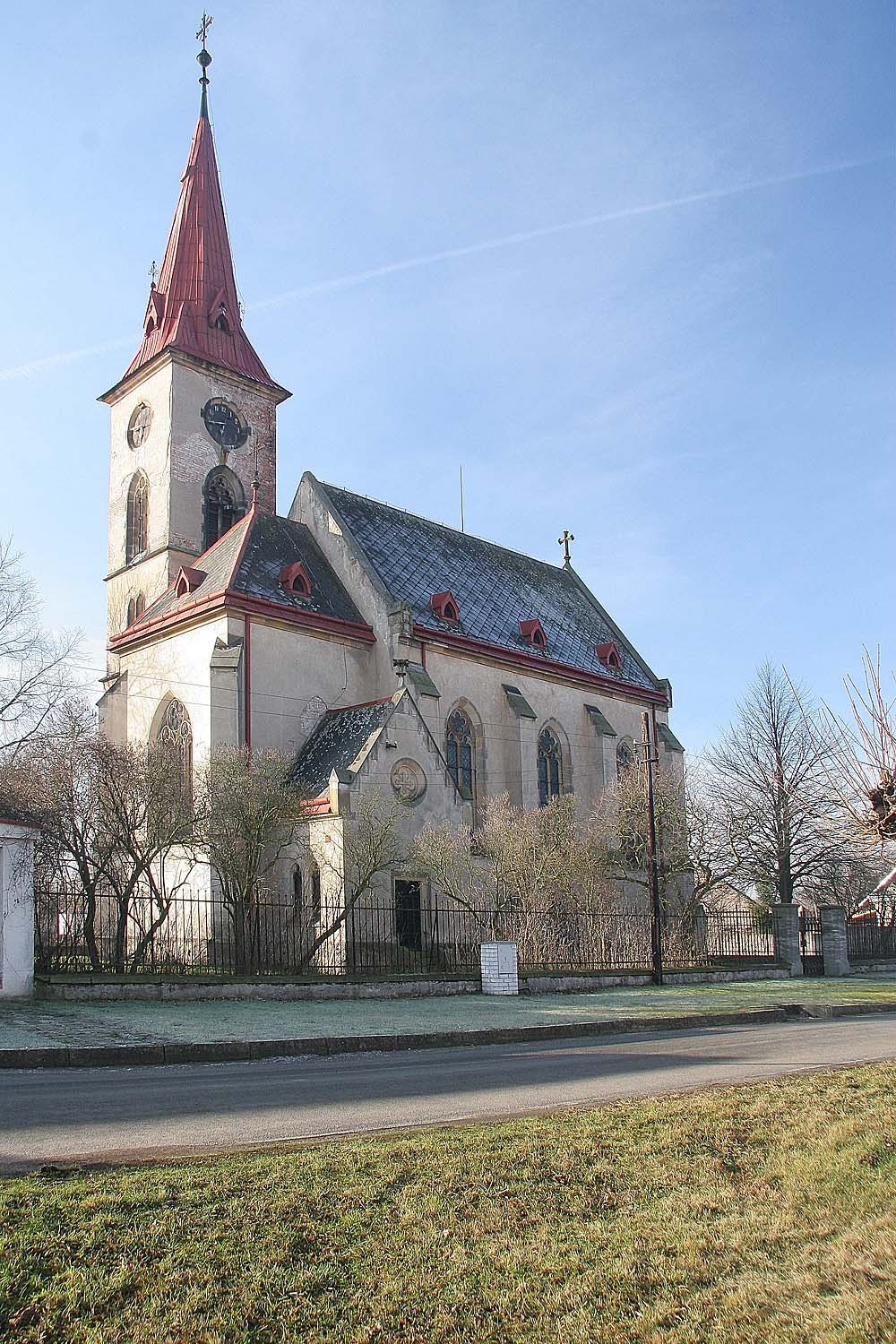
Filiální kostel Navštívení Panny Marie ve Veletově.
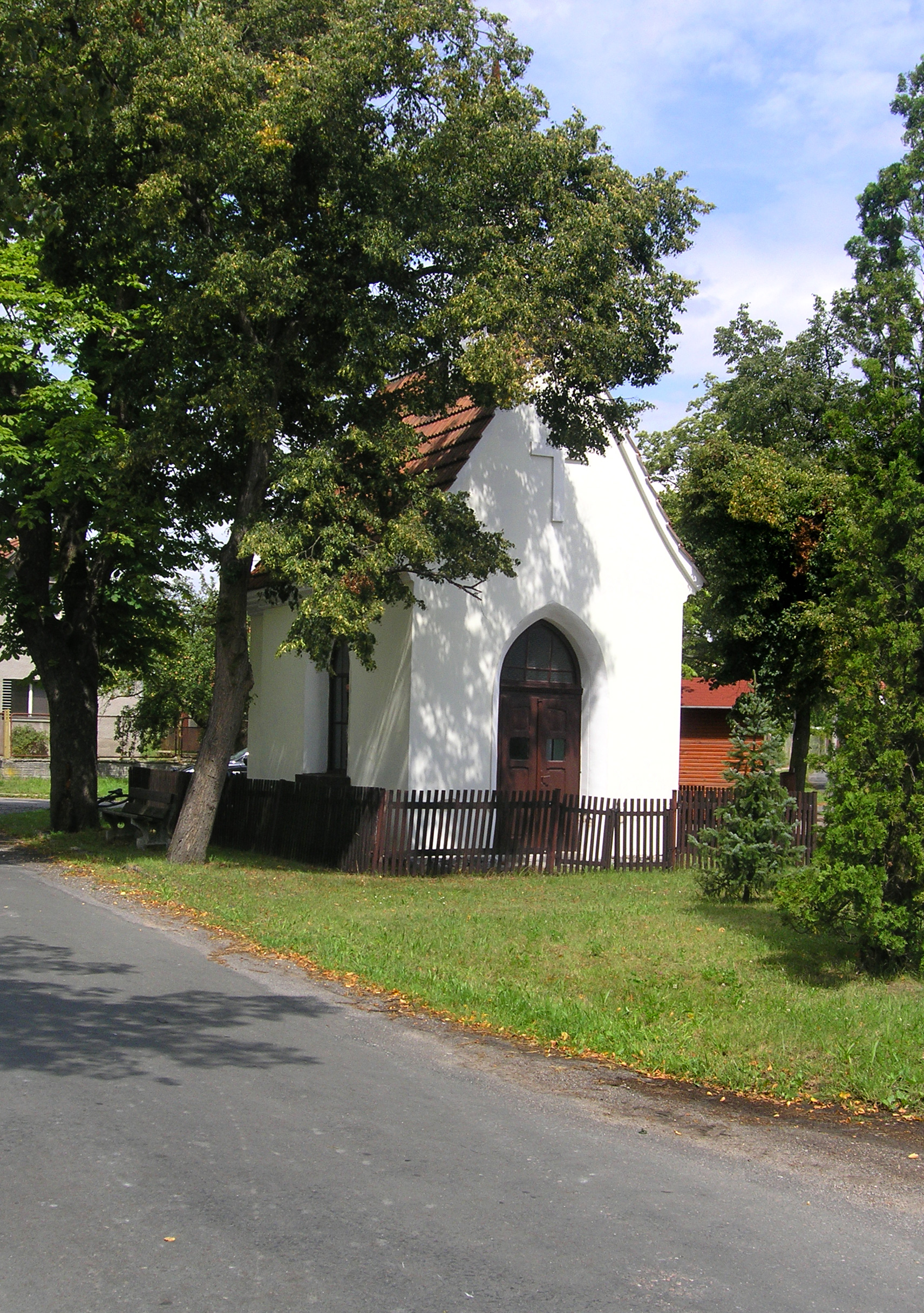
Kaple sv. Jiří v osadě Jelen.
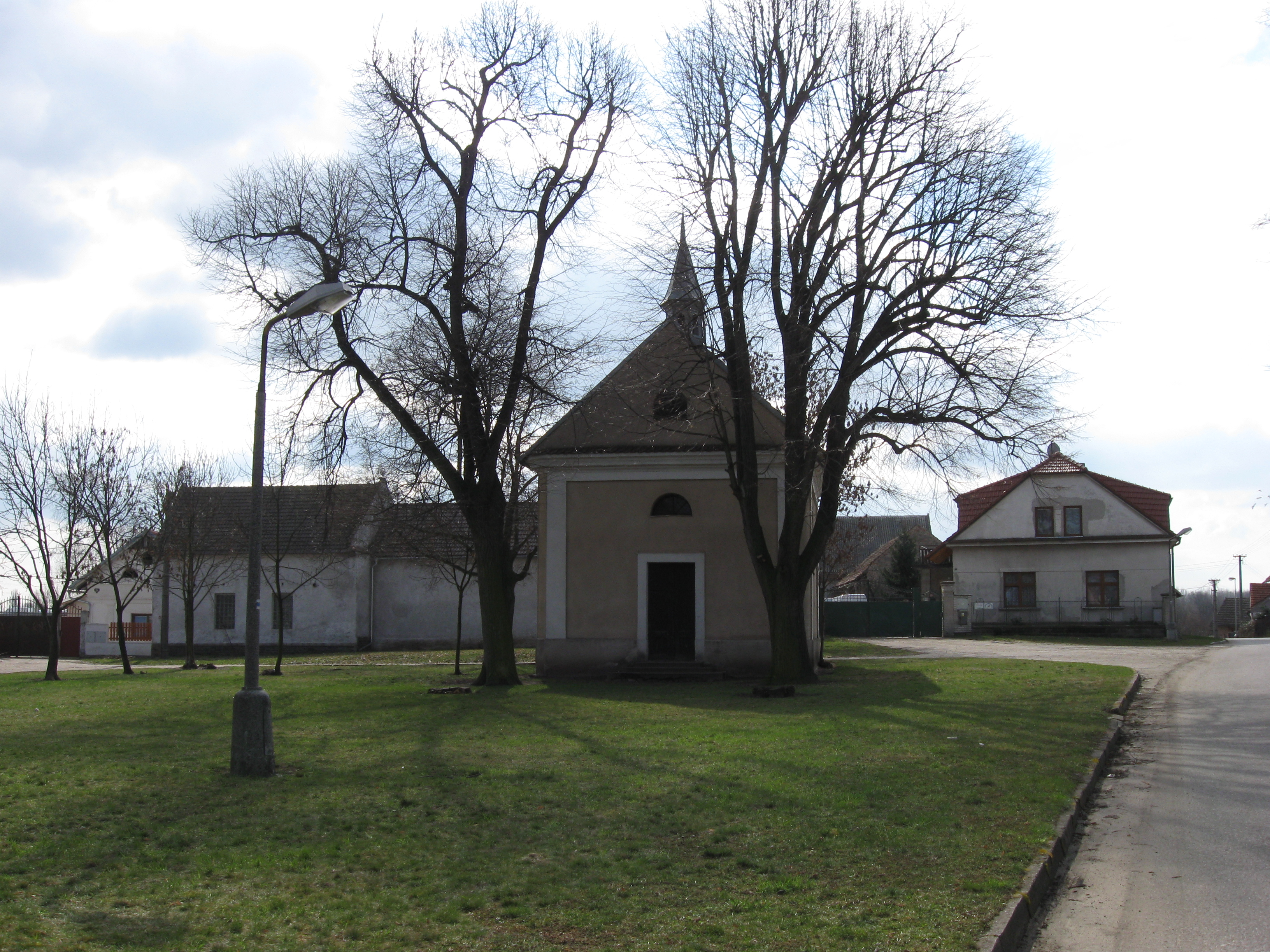
Filiální kostelík Nanebevzetí Panny Marie ve Třech Dvorech.